# Palazzo Zorzi Liassidi

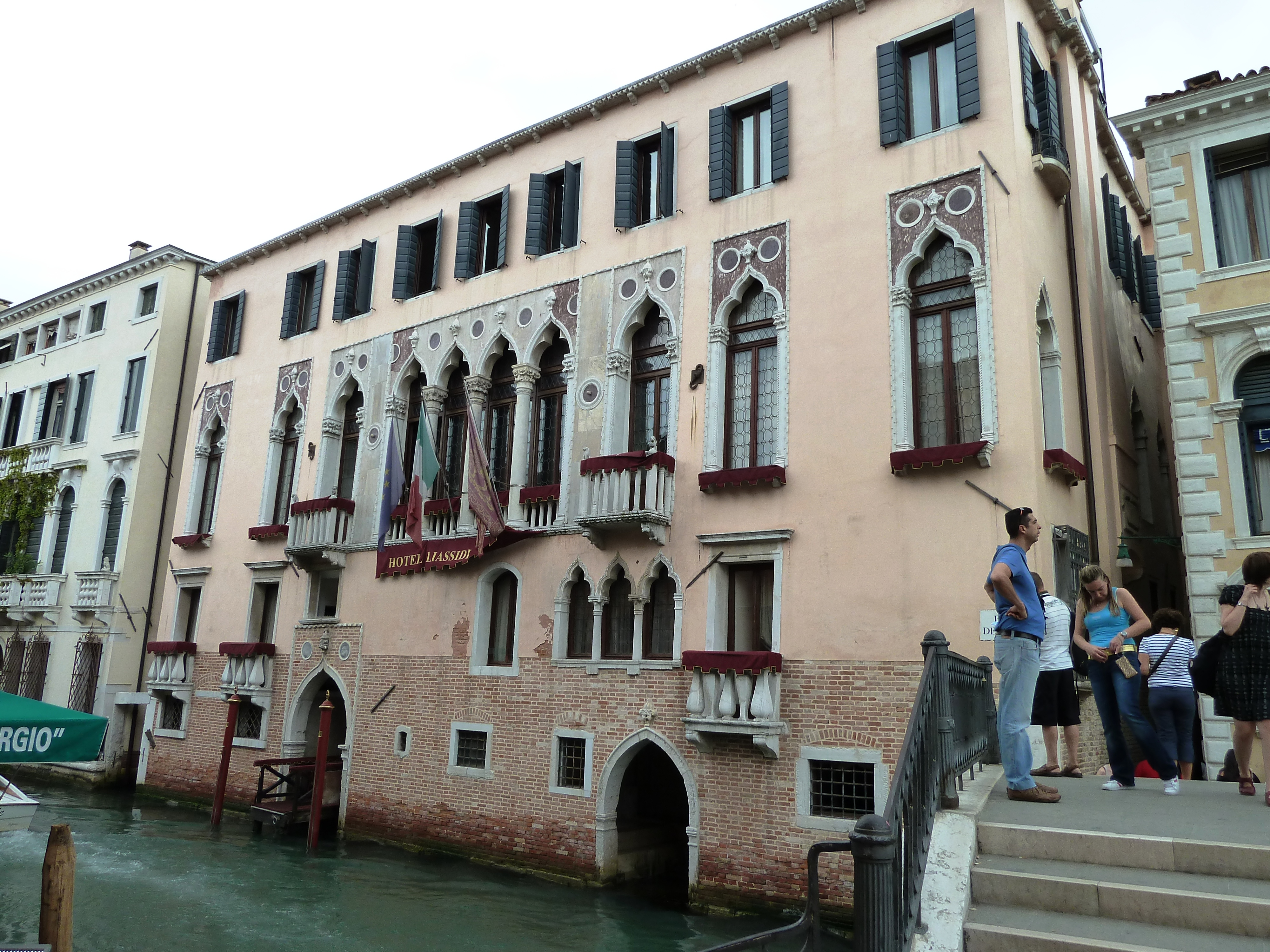
Palazzo Zorzi Liassidi, Fassade zum Rio di San Lorenzo

Palazzo Zorzi Liassidi ist ein Palast in Venedig in der italienischen Region Venetien. Er liegt im Sestiere Castello mit Blick auf den Rio di San Lorenzo zwischen dem Ponte Lion und dem Ponte dei Greci, in der Nähe der Kirche San Giorgio dei Greci. Heute ist dort das Liassidi Palace Hotel untergebracht.

## Geschichte
Laut dem Geschichtswissenschaftler Gianjacopo Fontana sind die Anfänge dieses Palastes auf die Familie Donà und dort auf den Zweig „delle Torreselle“ zurückzuführen, der vielleicht wegen der Türmchen, die den Palast zieren, so genannt wurde. Es ist dokumentiert, dass er 1436 für 4250 Dukaten an Francesco Zorzi, Sohn des Paolo Zorzi, verkauft wurde.
Eineinhalb Jahrhunderts später erhielt Alvise Zorzi, Sohn des Benedetto Zorzi, die Erlaubnis, eine Brücke zum Landeingang des Palastes bauen zu lassen. Francesco Sansovino nennt in seinem Buch Venetia Citta Nobilissima et Singolare aus dem Jahre 1581 den Palast am Rio di San Lorenzo „von Luigi Giorgi (Alvise Zorzi), aufrechter Senator, mit diversen Schönheiten aus Marmor und Stuck von Alessandro Vittoria.“
Einige Baluster an den drei Balkonen des ersten Zwischengeschosses, die im 18. Jahrhundert angefügt wurden, haben zum Spitznamen des Palastes „Palazzo Zorzi dalle Colonne storte“ (dt. Palast Zorzi von den krummen Säulen) geführt. Auch hat Fontana notiert, dass von diesem Zweig der Familie Zorzi auch Marino Zorzi, der 50. Doge der Republik Venedig abstammte.
Der Palast fiel später an die zypriotische Familie Liassidi und wurde dann zum Sitz der Universität. Heute ist er das Liassidi Palace Hotel.

## Beschreibung
Die gotische Hauptfassade zum Rio di San Lorenzo erstreckt sich über vier Stockwerke und ist nicht symmetrisch.
Im Erdgeschoss, das aus Sichtmauerwerk besteht, gibt es zwei Portale zum Wasser. Das linke, höhere, hat einen Kielbogen, das rechte, niedrigere, einen Spitzbogen. Neben und zwischen den Portalen befinden sich insgesamt sechs rechteckige Einzelfensterchen unterschiedlicher Größe.
Im darüber liegenden Zwischengeschoss liegen drei rechteckige Einzelfenster mit hervorspringenden Balkonen, die die oben beschriebenen, bauchigen Baluster tragen. Zwei dieser Fenster sind ganz links angebracht, eines auf der rechten Seite. Dazwischen gibt es kleines, rechteckiges Fenster über dem linken Portal, ein einzelnes Korbbogenfenster ungefähr in der Mitte und ein kleines Dreifach-Dreipassfenster zwischen diesem und dem rechten Balkonfenster.
Das Hauptgeschoss hat in der Mitte ein großes Vierfach-Kielbogenfenster mit einbeschriebenen Dreipässen und kleinen, nicht vorspringenden Balkonen. Flankiert wird es von je einem gleichartigen Einzelfenster mit vorspringendem Balkon. Daneben liegen je Seite ein Paar einzelner Dreipassfenster.
Das Zwischengeschoss unter dem Dach hat neun einzelne Rechteckfenster unter der gezahnten Dachtraufe. Die Fassade über dem Sichtmauerwerk des Erdgeschosses ist verputzt und rosafarben gestrichen.

## Bemerkungen
1. ↑  Der Geschichtswissenschaftler Alvise Zorzi glaubte, dass darunter die Terrakottaskulpturen eines Jugendlichen aus dem Hause Zorzi waren, die heute in der National Gallery of Art in Washington, D.C. ausgestellt sind, die von Angela Loredan Zorzi im Kunsthistorischen Museum in Wien und die eines venezianischen Patriziers, vielleicht von Alvise Zorzi selbst im Louvre.